# Fantasy (песня Мэрайи Кэри)
«Fantasy» — песня, написанная американской певицей Мэрайей Кэри и Дэйвом Холлом для пятого студийного альбома «Daydream», сочетающая элементы танцевальной и поп-музыки с R&B. Сингл с этой песней возглавил чарты многих стран, включая США (Hot 100), Великобританию (UK Singles Chart), Канаду, Австралию, Новую Зеландию. Песня стала второй в истории журнала Billboard (после «You Are Not Alone» Майкла Джексона) и первой исполненной женщиной, сразу дебютировавшей на первом месте в Billboard Hot 100 (и 9-м чарттоппером певицы в США). Сингл получил статус 2-кр.платинового (первый раз для Мэрайи) от RIAA и стал вторым синглом 1995 года по суммарному тиражу в США (более 1,500,000 копий). В дальнейшем песня вошла в несколько альбомов-компиляций: Number 1’s (1998), Greatest Hits (2001) и The Very Best of Mariah Carey (2010).

## История
С «Daydream» Кэри начала включать в свою музыку городской R&B и хип-хоп, что очень заметно в «Fantasy». После того, как Кэри начала писать песни для своего нового альбома Daydream, она решила включить отрывок из песни Tom Tom Club «Genius of Love» в более быструю песню. После этого Кэри и Холл начали включать сэмпл в текст и мелодию, которые она уже написала и спродюсировала.

## Композиция
«Fantasy» это R&B и данс-поп-песня в которой сочетаются элементы фанк-музыки, хип-хопа и bubblegum pop.

## Отзывы
Композиция «Fantasy» получила положительные отзывы музыкальной критики и интернет-изданий. Билл Лэмб из About.com весьма положительно отозвался о песне, назвав её «действительно вдохновляющей» и «высшей точкой карьеры» для Кэри.

## Музыкальное видео
Музыкальное видео на сингл было первым, которое Кэри сняла полностью самостоятельно. Кэри открыто говорила о том, что ей не нравились некоторые из своих предыдущих музыкальных клипов. Поэтому она решила единолично снимать видео. Кэри сказала, что её вдохновением для видео было создание «чувства свободы и открытости», попытка изобразить свободу, которой она наконец-то достигла, получив разрешение на съёмку своего первого видео. Видеоклип для песни «Fantasy» дебютировал 7 сентября 1995 года на «церемонии MTV Video Music Awards 1995». Видео начинается с того, что Кэри катается на роликах перед входом на променад в парке развлечений Playland, расположенном в городе Рай, штат Нью-Йорк, и катается на Dragon Coaster, фирменных деревянных горках парка. Видео продолжается различными фрагментами Кэри до конца второго куплета. После этого видео переключается на ночную сцену, в которой люди танцуют на стоянке около своих машин.

## Награды и номинации
«Fantasy» выиграла множество престижных наград в музыкальной индустрии в 1995 и 1996 годах. На Blockbuster Entertainment Awards песня получила награду в категории «Favorite Single». Кроме того, в 1996 году песня была удостоена награды «Pop Award» на ежегодной церемонии American Society of Composers, Authors and Publishers (ASCAP). Кэри выиграла награду «Dance Record of the Year» awна церемонии «National Dance Music Awards» в 1996 году. «Fantasy» в 1996 году выиграла две награды на «Winter Music Conference National Dance Music Awards» в категориях «Favorite Single» и «Dance Record of the Year». Песня получила награду Broadcast Music Incorporated (BMI) в категории «Pop Song of the Year» в 1997 году, а также награду «Favorite Single» на ежегодной церемонии премии «Archer Awards». Также песня была номинирована в категории За лучшее женское вокальное поп-исполнение на 38-я церемонии «Грэмми».

## Концертные исполнения
«Fantasy» была исполнена на 23rd Annual American Music Awards, где Кэри получил две высшие награды.

## Наследие
«Fantasy» продемонстрировала, как музыкальный образец может быть преобразован «в полностью реализованный шедевр поп-музыки».
Джудник Мейард, автор издания TheFader, написала, что в отношении сотрудничества R&B и хип-хопа, «Чемпионом этого движения является Мэрайя Кэри». Мейард также сказала, что «и по сей день рэпер ODB и Мэрайя всё ещё могут быть лучшим и самым случайным хип-хоп-коллаборацией всех времён», сославшись на запись «Fantasy», «R&B и Хип-хоп были лучшими сводными братом и сестрой».

## Участники записи
По информации с диска Daydream.
- Mariah Carey — вокал, автор, продюсер
- Dave Hall — сопродюсер, автор
- Tina Weymouth — соавтор
- Chris Frantz — соавтор
- Steven Stanley — соавтор
- Adrian Belew — соавтор

## Список композиций
| Worldwide CD сингл 1. «Fantasy» — 4:04 2. «Fantasy» (Bad Boy) Featuring O.D.B. — 4:53 UK #1/US CD макси-сингл 1. «Fantasy» (Album Version) — 4:06 2. «Fantasy» (Bad Boy Fantasy) — 4:51 3. «Fantasy» (Bad Boy) Featuring O.D.B. — 4:52 4. «Fantasy» (Bad Boy Mix) — 4:14 5. «Fantasy» (Def Club Mix) — 11:15 UK CD макси-сингл #2 1. «Fantasy» (MC Mix) — 6:29 2. «Fantasy» (Puffy’s Mix) — 4:53 3. «Fantasy» (Puffy’s Club Mix) — 4:49 4. «Fantasy» (The Boss Dub) — 8:53 5. «Fantasy» (Sweet Dub Mix) — 8:11 | Fantasy EP 1. «Fantasy» (feat. O.D.B.) — 4:53 2. «Fantasy» (feat. O.D.B. — Bad Boy Fantasy) — 4:51 3. «Fantasy» (Bad Boy Mix) — 4:14 4. «Fantasy» (Puffy’s Club Mix) — 4:50 5. «Fantasy» (Def Radio Mix) — 3:46 6. «Fantasy» (Def Club Mix) — 11:15 7. «Fantasy» (MC Mix) — 6:28 8. «Fantasy» (The Boss Mix) — 8:52 9. «Fantasy» (Def Drums Mix) — 4:00 10. «Fantasy» (Sweet Dub Mix) — 8:13 11. «Fantasy» (Live at Madison Square Garden — October 1995) — 4:31 |

## Позиции в чартах
| Чарт (1995)                           | Высшая позиция |
| ------------------------------------- | -------------- |
| Австралия (ARIA)                      | 1              |
| Австрия (Ö3 Austria Top 40)           | 13             |
| Бельгия/Фландрия (Ultratop 50)        | 9              |
| Бельгия/Валлония (Ultratop 50)        | 3              |
| Канада (The Record)                   | 1              |
| Канада (RPM Top Singles)              | 1              |
| Канада (RPM Adult Contemporary)       | 2              |
| Канада (RPM Dance/Urban)              | 1              |
| Дания (Tracklisten)                   | 5              |
| Европа (European Hot 100 Singles)     | 4              |
| Финляндия (Suomen virallinen lista)   | 2              |
| Франция (SNEP)                        | 5              |
| Германия (Official German Charts)     | 17             |
| Венгрия (Mahasz)                      | 6              |
| Исландия (Íslenski Listinn Topp 40)   | 17             |
| Ирландия (IRMA)                       | 10             |
| Италия (Musica e dischi)              | 9              |
| Япония (Oricon)                       | 18             |
| Нидерланды (Dutch Top 40)             | 9              |
| Нидерланды (Single Top 100)           | 10             |
| Новая Зеландия (Recorded Music NZ)    | 1              |
| Норвегия (VG-lista)                   | 10             |
| Шотландия (OCC Scotland)              | 10             |
| Швеция (Sverigetopplistan)            | 13             |
| Швейцария (Schweizer Hitparade)       | 10             |
| Великобритания (OCC UK Singles)       | 4              |
| Великобритания (OCC UK Hip Hop/R&B)   | 2              |
| США (Billboard Hot 100)               | 1              |
| США (Billboard Adult Contemporary)    | 8              |
| США (Billboard Adult Pop Airplay)     | 8              |
| США (Billboard Dance Club Songs)      | 1              |
| США (Billboard Hot R&B/Hip-Hop Songs) | 1              |
| США (Billboard Pop Airplay)           | 1              |
| США (Billboard Rhythmic)              | 1              |

| Чарт (1995)                      | Позиция |
| -------------------------------- | ------- |
| Australian ARIA Singles Chart    | 18      |
| Belgian Singles Chart (Wallonia) | 41      |
| Canada Dance (RPM)               | 5       |
| Canadian RPM Singles Chart       | 20      |
| Dutch Singles Chart              | 77      |
| French Singles Chart             | 24      |
| Italian Singles Chart            | 86      |
| U.S. Billboard Hot 100           | 7       |
| Чарт (1996)                      | Позиция |
| U.S. Billboard Hot 100           | 49      |

| Чарт (1990—1999)       | Позиция |
| ---------------------- | ------- |
| U.S. Billboard Hot 100 | 15      |

## Сертификации
| Регион | Сертификация  | Продажи                               |
| --- | ------------- | ------------------------------------- |
| Австралия (ARIA) | 2× Платиновый | 140 000                               |
| Франция (SNEP) | Серебряный    | 125 000*                              |
| Япония (RIAJ) · physical | Платиновый    | 100 000^                              |
| Новая Зеландия (RMNZ) | Платиновый    | 10 000*                               |
| Великобритания (BPI) | Платиновый    | 479,000                               |
| США (RIAA) | 3× Платиновый | 1,605,000 (physical)640,000 (digital) |
| * Данные о продажах приведены только на основе сертификации. · ^ Данные о тиражах приведены только на основе сертификации. · Данные о продажах + прослушиваниях приведены только на основе сертификации. |               |                                       |